# Мужской хор «Оптина Пустынь»
Мужской хор «Оптина Пустынь» — профессиональный певческий богослужебный коллектив из Санкт-Петербурга. Был создан в 1996 году на Успенском подворье монастыря Оптиной Пустыни на Васильевском острове. Основатель, регент и художественный руководитель хора — Александр Семёнов. Помимо богослужебной деятельности коллектив занимается изучением и восстановлением древнерусских распевов, прежде всего знаменного пения. Хор выступает в российских и международных концертных залах, на музейных и церковных площадках. В концертные программы коллектива входят православные церковные песнопения, духовная музыка русских и зарубежных композиторов, народные песни и романсы.

## История
Основатель и художественный руководитель коллектива Александр Семёнов родился в 1975 году, окончил петербургское Хоровое училище имени Глинки, затем консерваторию имени Римского-Корсакова по специальности хоровое дирижирование, факультативно изучал симфоническое дирижирование и древнерусское крюковое письмо. При помощи петербургских и московских медиевистов он подготовил к исполнению значительное число древнерусских песнопений и церковных служб. Также репертуар хора расширился песнопениями восточно-христианских традиций — византийской, грузинской, сербской и болгарской, монастырскими распевами традиции Оптиной пустыни, Троице-Сергиевой лавры, Валаамского и Соловецкого монастырей, а также расшифровками песнопений раннего русского многоголосия. Семёнов является автором концертных программ, переложений и аранжировок светских и церковных сочинений, дирижёром и исполнителем в хоре.
Будучи студентом Санкт-Петербургской консерватории, я выбрал темой для диплома «Всенощное бдение» Сергея Рахманинова. В основу «Всенощной» композитором положены древние церковные распевы, бытовавшие в практике православного богослужения в разных вариантах — знаменный, греческий, киевский. Я живо этим интересовался, так и пришёл к церковному пению.— регент мужского хора «Оптина Пустынь» Александр Семёнов
Первая литургия была отслужена хором «Оптина Пустынь» 15 сентября 1996 года в честь преподобных Антония и Феодосия Печерских.
В начале 2000-х хор выезжал с концертами всего несколько раз в год, выступая, в основном, в родном Петербурге, Москве, Финляндии и Швеции. С 2006 по 2014 годы хор ежегодно давал по 50-70 концертов, регулярно гастролируя по всей России и посещая с концертами страны Европы: Бельгию, Венгрию, Германию, Грецию, Испанию, Италию, Македонию, Нидерланды, Норвегию, Польшу, Сербию, Украину, Финляндию, Францию, Черногорию, Швейцарию, Швецию, Эстонию. Исполнители выступали также в Китае и Колумбии.
Ансамбль участвует в российских и зарубежных фестивалях, среди них Московский пасхальный фестиваль, Московский Рождественский фестиваль духовной музыки, «Ростовское действо» в Ростове Великом, «Преображение» в Ярославле, Festival d’Auvers-sur-Oise (Франция), Musica Sacra International (Германия), Millennium Sacrum (Испания), BEMUS (Сербия), «Охридское лето» (Македония), Orientale lumen (Венгрия), Muzyka w Starym Krakowie (Польша), Credo (Эстония) и многие другие.
Концерты коллектива проходили в Успенском соборе Московского Кремля, Софийских соборах Киева и Великого Новгорода, в многочисленных европейских соборах, в Петербургской филармонии, Государственной капелле Петербурга, Концертном зале им. П. И. Чайковского и Московском международном Доме музыки, в концертных залах более чем 35 городов России, а также в залах Laeiszhalle (Гамбург), Temppeliaukio (Хельсинки), Rikskonserter (Стокгольм), Niguliste (Таллинн) и других.
27 сентября 2016 года хор отметил своё двадцатилетие, дав по этому случаю праздничный концерт в Малом зале академической филармонии. К 25-летнему юбилею хора также был приурочен пасхальный концерт в Малом зале Филармонии им. Д. Д. Шостаковича.
Как отмечает Александр Семёнов, основной задачей коллектива остаётся пение на богослужении, а также продолжение певческо-исследовательской работы.
Надеюсь, 25-летний опыт пения в храме увенчается созданием современных церковных певческих книг. Это большая работа на будущее. Также необходимо оцифровать все древне-певческое наследие и составить полный каталог певческих рукописей.— регент мужского хора «Оптина Пустынь» Александр Семёнов

## Репертуар
Коллектив создавался как богослужебный и первое время первое время пел только на церковных богослужениях Успенского подворья. C первых дней существования он занялся возвращением певческого наследия древней Руси из рукописных собраний, хранящихся в академических библиотеках, на церковные службы. Постепенно богослужебный репертуар дополнили древнерусские распевы, распевы Греции, Грузии, Сербии и Болгарии, сочинения русских композиторов, аранжировки церковных распевов.
Александр Семёнов отмечает, что «на богослужениях хор поёт по „киевскому знамени“ XVII столетия, которым с 1772 года нотируются синодальные одноголосные богослужебные певческие книги. Распевы этих книг использовались в качестве образцовых абсолютным большинством композиторов, включая П. И. Чайковского и С. В. Рахманинова».
Регент хора Александр Семёнов отмечал: «Помимо расшифровок древнерусского многоголосия хор исполняет и наиболее интересные сочинения церковных композиторов. Певческая традиция, которая сегодня устоялась на богослужениях Подворья, согласуется с эпохой многораспевности, бытовавшей в царствование Алексея Михайловича и продлившейся до конца Петровской эпохи»
Спустя несколько лет после создания коллектив начал давать первые выступления. В репертуар вошли древние распевы по корпусу синодальных квадратно-нотных книг; одноголосные распевы — знаменный, путевой, демественный, греческие и киевские; древнерусское многоголосое знаменное, строчное и раннепартесное пение; распевы на языках оригиналов — григорианские, амвросианские, византийские распевы V—XV веков, староармянские и церковногреческие песнопения.
Ансамбль расширил свой репертуар за счёт современных церковных и светских песнопений, духовной музыки европейских композиторов, народных песен, а также оригинальных переложений произведений русских классиков, в том числе оркестровых, например, «Полёта шмеля» Николая Римского-Корсакова.
Первая концертная программа появилась в 1998 году и состояла из переложений духовных и светских сочинений, сделанных Александром Семёновым. Затем появились программы «Тысячелетие русского богослужебного пения» (2000) и «Любовь святая» (2003), с которыми хор совершил концертный тур по российским городам. В 2008 году в Германии, в историческом музее города Регенсбурга, хор представил программу «Пение древней Церкви», состоявшую из григорианских, амвросианских, византийских, армянских и грузинских распевов V—XVI веков. В 2011 году совместно с бельгийским дирижёром Полем ван Невелом (создатель Huelgas Ensemble) была представлена программа Ars Antiqua & Ars Nova с песнопениями композиторов старофранцузской и фламандской школы XIII—XVI столетий.
Через два года, в 2013 году, в Санкт-Петербургской филармонии были представлены «Распевы хора Государевых певчих дьяков»: песнопения времён Ивана III, Ивана IV, Фёдора Иоанновича, Алексея Михайловича и Петра I. Помимо этого, хор ежегодно выступает с тематическими рождественскими, великопостными и пасхальными программами.
В 2006 году на лейбле Warner Music вышел альбом, записанный совместно с оркестром I Solisti Veneti.
На начало 2021 года у хора насчитывается 15 сольных альбомов.

## Состав хора
Богослужебно-концертный состав ансамбля насчитывает 12 певчих. В выездной гастрольный состав обычно входят от семи до девяти певцов. По словам Александра Семёнова, все певчие хора православные: либо церковные, либо воцерковленные люди.
Коллектив состоит из профессиональных солистов — выпускников Санкт-Петербургской консерватории. В его составе: заслуженный артист России, солист Государственной певческой Капеллы и Мариинского театра Владимир Миллер (бас-профундо); лауреаты международных конкурсов Александр Горбатенко (контртенор), Дмитрий Шишкин (бас) и Борис Петров (баритон); Андрей Иванушкин (регент, тенор), Виктор Хапров (бас), Никита Черников (тенор), Иван Егоров (тенор), Сергей Григорьев (регент, бас).
С 1996 года состав менялся, однако многие певчие поют в хоре достаточно долго: регент Александр Семёнов, Виктор Хапров и Андрей Иванушкин работают в хоре с момента его создания, Владимир Миллер и Дмитрий Шишкин в коллективе с 2002 года. Остальные пришли в разное время с 2007 по 2019 год.